# Ásram

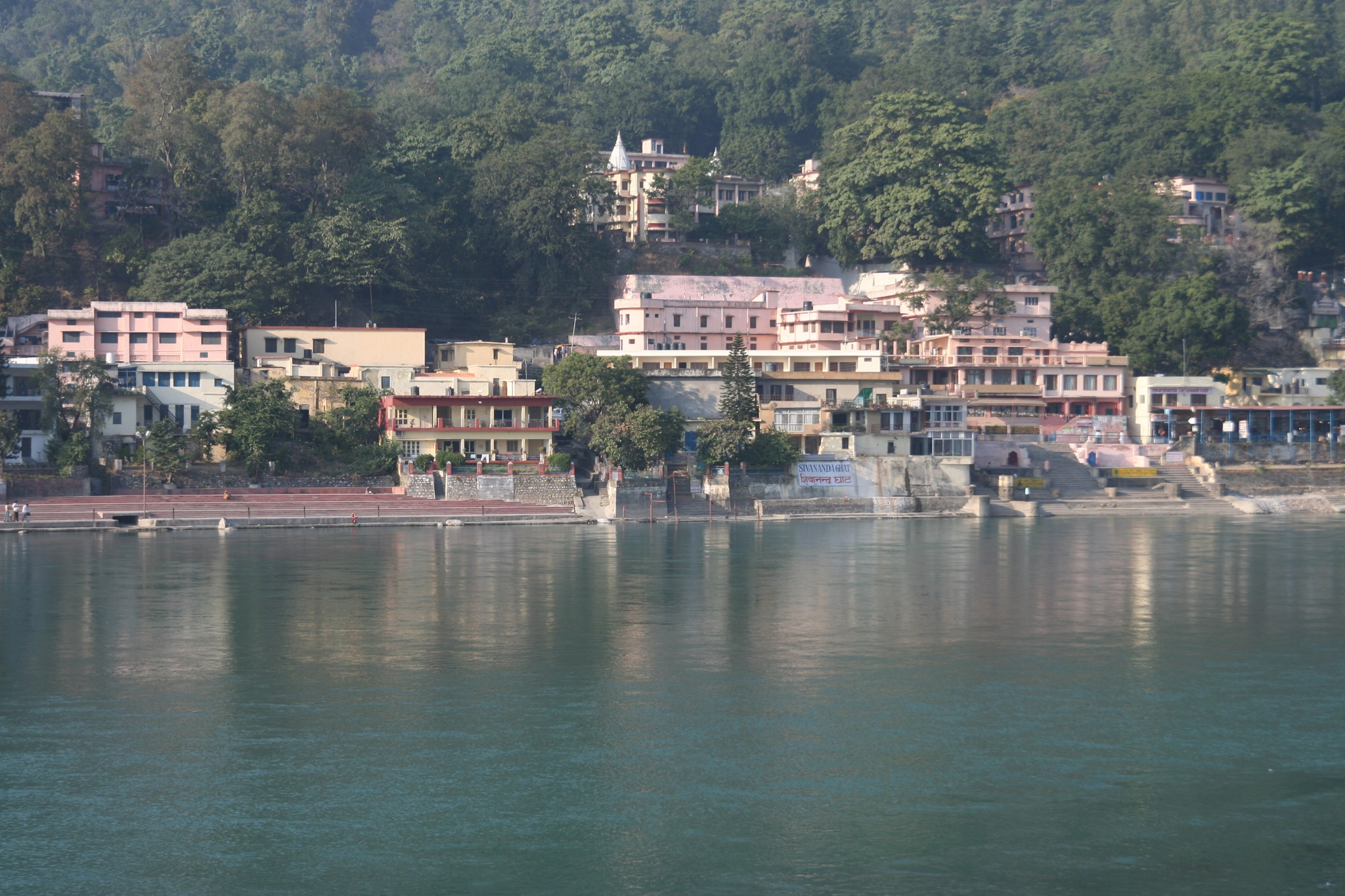
Szvámi Sivananda által alapított ásram (fent) Észak-Indiában, a Gangesz mellett, Risikésben

Az ásram (szanszkrit/hindi nyelven: आश्रम , nyugati átírással: ashram)  egy spirituális menedékhely, a lelki elvonulás, visszavonulás helye. 
Eredetileg egy remetelak, a világtól visszavonuló aszkéták tanulásának helyszíne - amely lehetett egy barlangban vagy egyéb félreeső helyszínen is - ahol a guru bevezette a tanítványait a Szellem magasztos titkaiba. Manapság a kifejezés gyakran jelöli az indiai kulturális tevékenységek helyszínét, ahol egy guru (spirituális tanító) körül csoportosulva a Legfelsőbb Lény érdekeit szem előtt tartva a jógát, a meditációt gyakorolják, illetve erkölcsi, vallási tanulás folyik, többnyire a védikus irodalom bölcsességéből. 
Minden ásram lakói különböző guru tanításait követik, így egészen különbözőek lehetnek attól függően is, hogy milyen vallási irányzathoz tartoznak, és hogy kiket várnak a falaik közé. Egyes ásramokban szinte csak indiaiak élnek, máshol leginkább csak külföldiek vannak.  
Az ásramok gyakran távol vannak a nagyobb városoktól, sokszor hegyvidéki régiókban, üdítő természeti környezetben, néha erdőkben találhatók. 
Indiában vannak keresztény ásramok is, amelyeket a Nasranik Antikhalkédóni egyházak működtetnek. 
Indián kívül szerte a világban is létesültek ásramok. Magyarországon legismertebb a Krisna-völgyi Krisna-tudatúak somogyvámosi ásramja. Ez állandó otthont nyújt Krisnás családoknak és lemondott életet élő férfiaknak is.

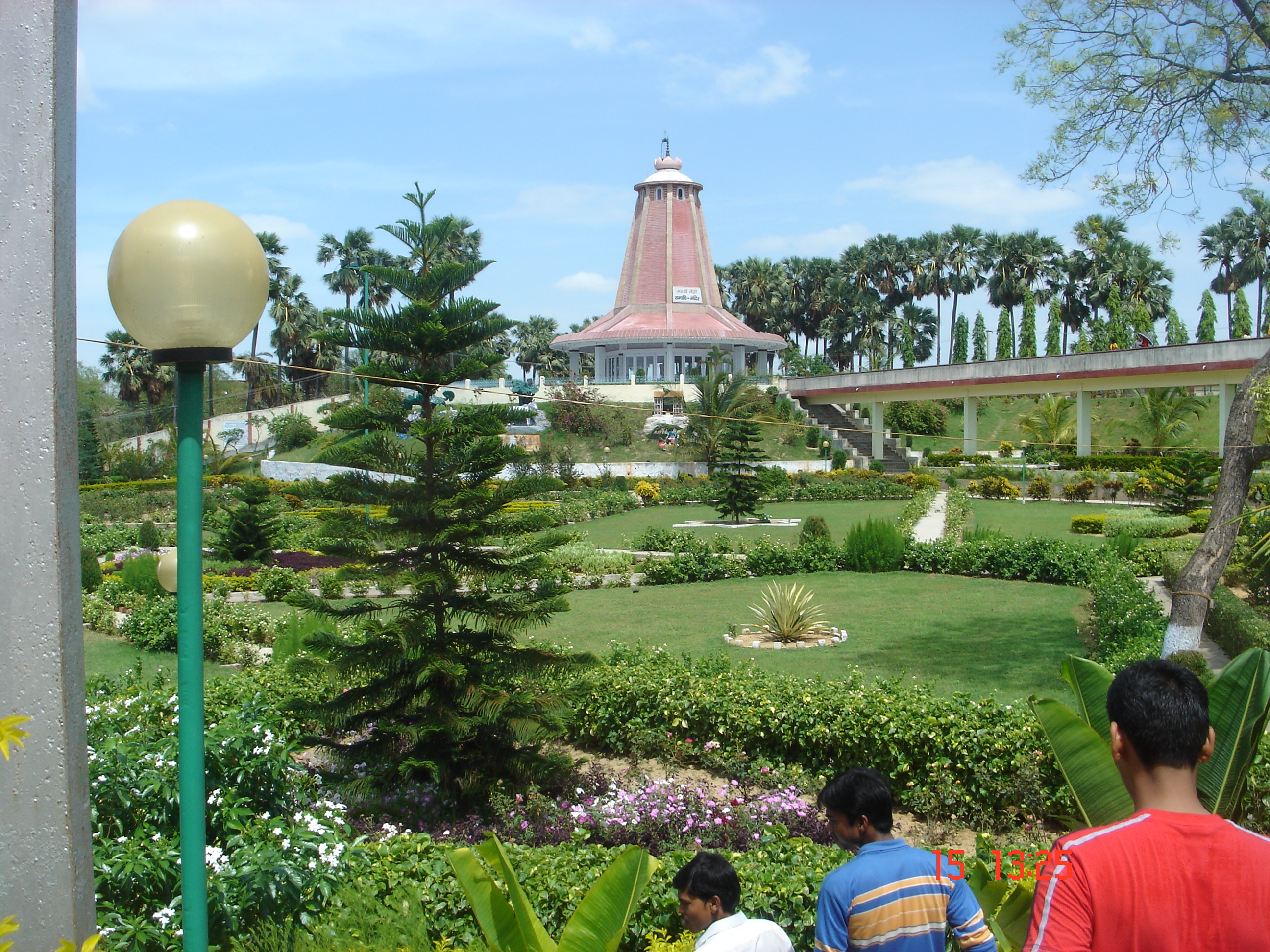
Kuppaghat ásram, Bihár

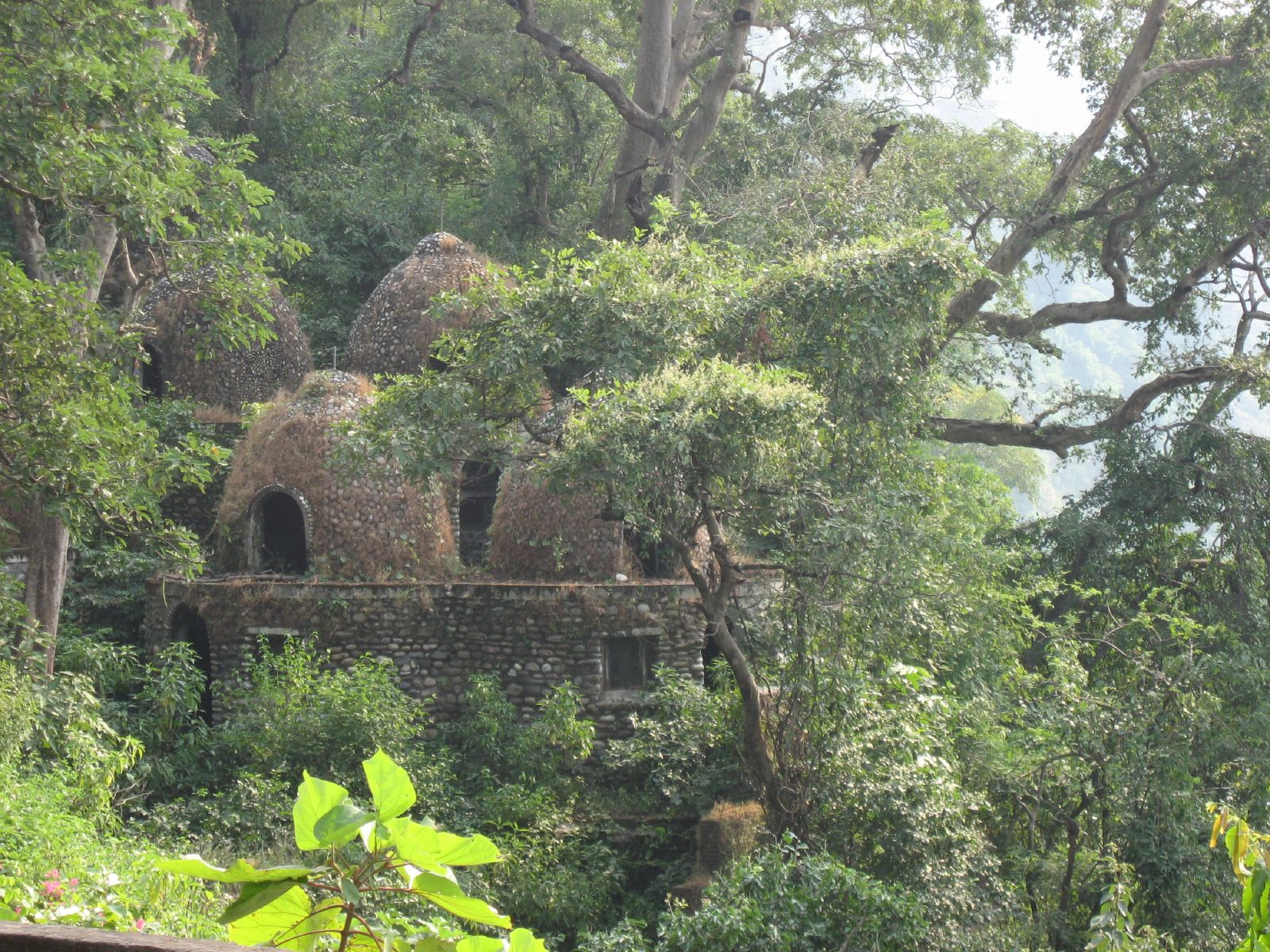
Maharishi Mahesh jógi 121 meditációs kunyhót építtetett a risikési ásramában, ahol az egyének spirituális gyakorlataikat végezhették

## Ismertebb ásramok Indiában
Földrajzi hely alapján:
- Abu-hegy, Rádzsasztán, Prajapita Brahma Kumaris Ishwariya Vishwa Vidyalaya nemzetközi központja
- Agra, Radhasoami Szatszangis ásram
- Ahmedábád közelében, Szabarmati ásram
- Amritapuri, (Kerala), Máta Amritánandamaji ásramja
- Belur Math, (Kolkata közelében), Ramakrishna Mission
- Bangalore, (Karnataka), Art of Living Foundation nemzetközi központja
- Coimbatore, (Tamil Nadu), Isha Alapítvány Krija-jóga központja
- Dharamszala (Himachal Pradesh), Tushita Meditációs Központ
- Haridvár, Dzsairam, Prem Nagar, Szapta Rishi, Anandamaji Ma ásramok
- Mayapur, (West Bengal), ISKCON (Krisna-tudatú) központ
- Puduccseri, (Dél-India), Sri Aurobindo - ásram
- Púna (Maharashtra), Osho alapította ásram
- Puttaparthi (Andhra Pradesh), Prasanti Nilajam, Szatja Szái Bába ásramja,
- Risikés (Uttarakhand), itt számos híres ásram található: Parmarth Niketan, Swami Dayananda, Maharisi Mahes jógi és Szvámi Sivananda ásramja
- Szahja-hegység (Álappuzsától keletre, Kerala), egy ciszterci kolostor, a szír-malankár katolikus egyház működteti
- Tiruvannamalai, (Tamil Nadu), Ramana ásram, Ramana Maharsi alapította
- Wardha, (Maharashtra), Szevagram ásram (emlékhely), M. K. Gandhi alapította

## Fordítás
- Ez a szócikk részben vagy egészben  az   Ashram című angol Wikipédia-szócikk fordításán alapul.  Az eredeti cikk szerkesztőit annak laptörténete sorolja fel. Ez a jelzés csupán a megfogalmazás eredetét és a szerzői jogokat jelzi, nem szolgál a cikkben szereplő információk forrásmegjelöléseként.
- Ez a szócikk részben vagy egészben  az   Ashram című német Wikipédia-szócikk fordításán alapul.  Az eredeti cikk szerkesztőit annak laptörténete sorolja fel. Ez a jelzés csupán a megfogalmazás eredetét és a szerzői jogokat jelzi, nem szolgál a cikkben szereplő információk forrásmegjelöléseként.